# Statua del Redentore (Maratea)

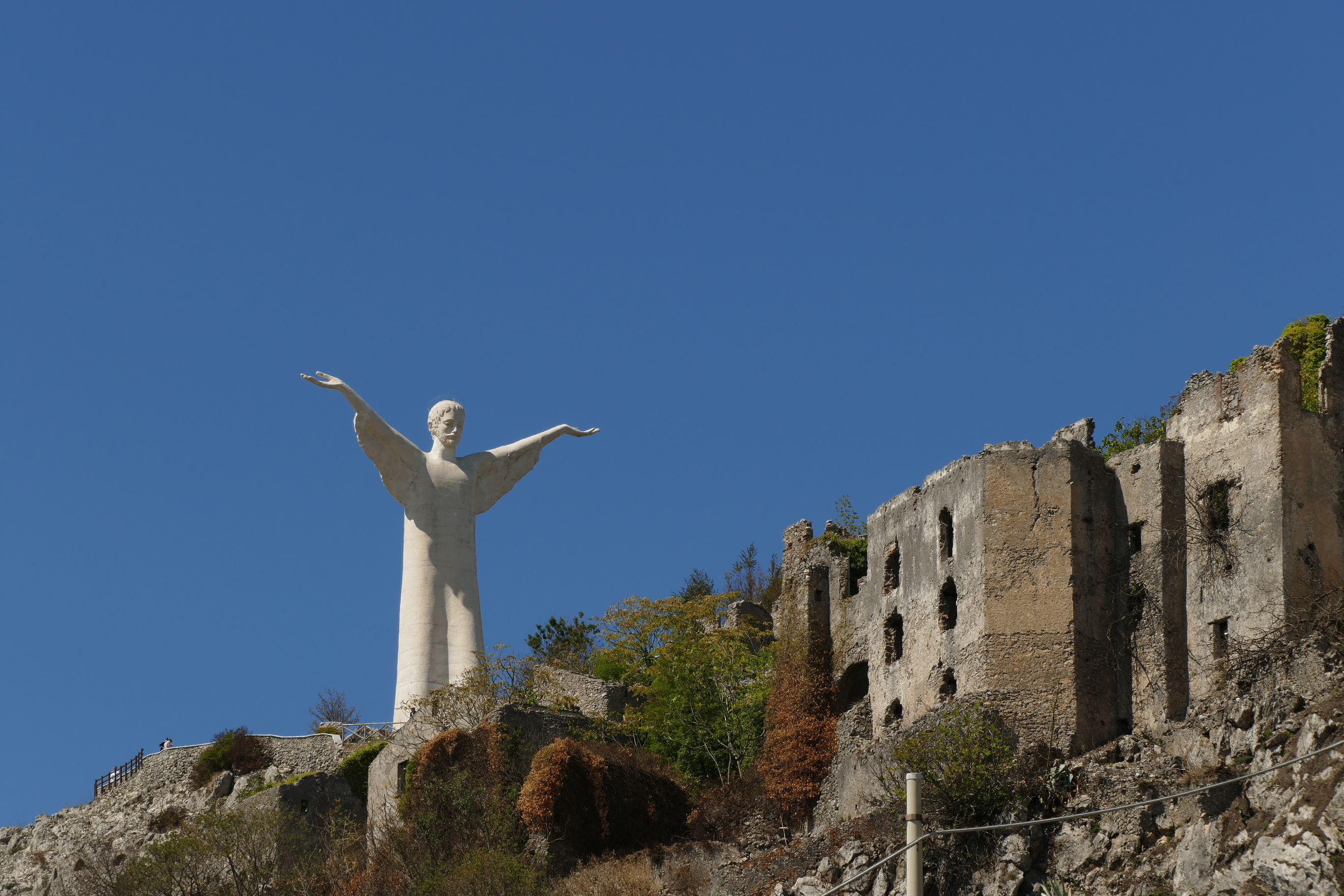
La statua sulla cima del monte San Biagio.

La statua del Redentore o Cristo Redentore è una  scultura posta sulla  cima del monte San Biagio, sovrastante Maratea, in provincia di Potenza.
Fu realizzata con un particolare impasto di cemento misto a scaglie di marmo di Seravezza dall’artista fiorentino Bruno Innocenti tra il 1963 e il 1965. Alta 21,13 metri, è una delle statue più grandi d'Italia, seconda solo al Colosso di San Carlo Borromeo.

## Storia

### Prima del Redentore
Sulla cima rocciosa del monte San Biagio sorgono le rovine di Maratea Castello, oggi disabitata. Nel 1806 la città della fortificata fu assediata da un contingente di quattromilacinquecento soldati francesi e, nel 1907, si volle ricordare l’evento con l’erezione di una croce in ferro battuto, posta sul punto più alto del monte. Questa croce veniva poi continuamente ripristinata ogni qualvolta che i fulmini l’abbattevano.
Nel 1942 il podestà Biagio Vitolo ideò una nuova croce commemorativa, stavolta fatta di cemento e con parafulmini, da costruire al posto di quella in ferro, che era posta nei pressi di un torrione medievale. L’opera fu realizzata in concomitanza con la prima strada rotabile che saliva alla basilica di San Biagio e con il viale che da questa porta alla cima del monte, su un artistico belvedere con balaustra.

### Costruzione della statua

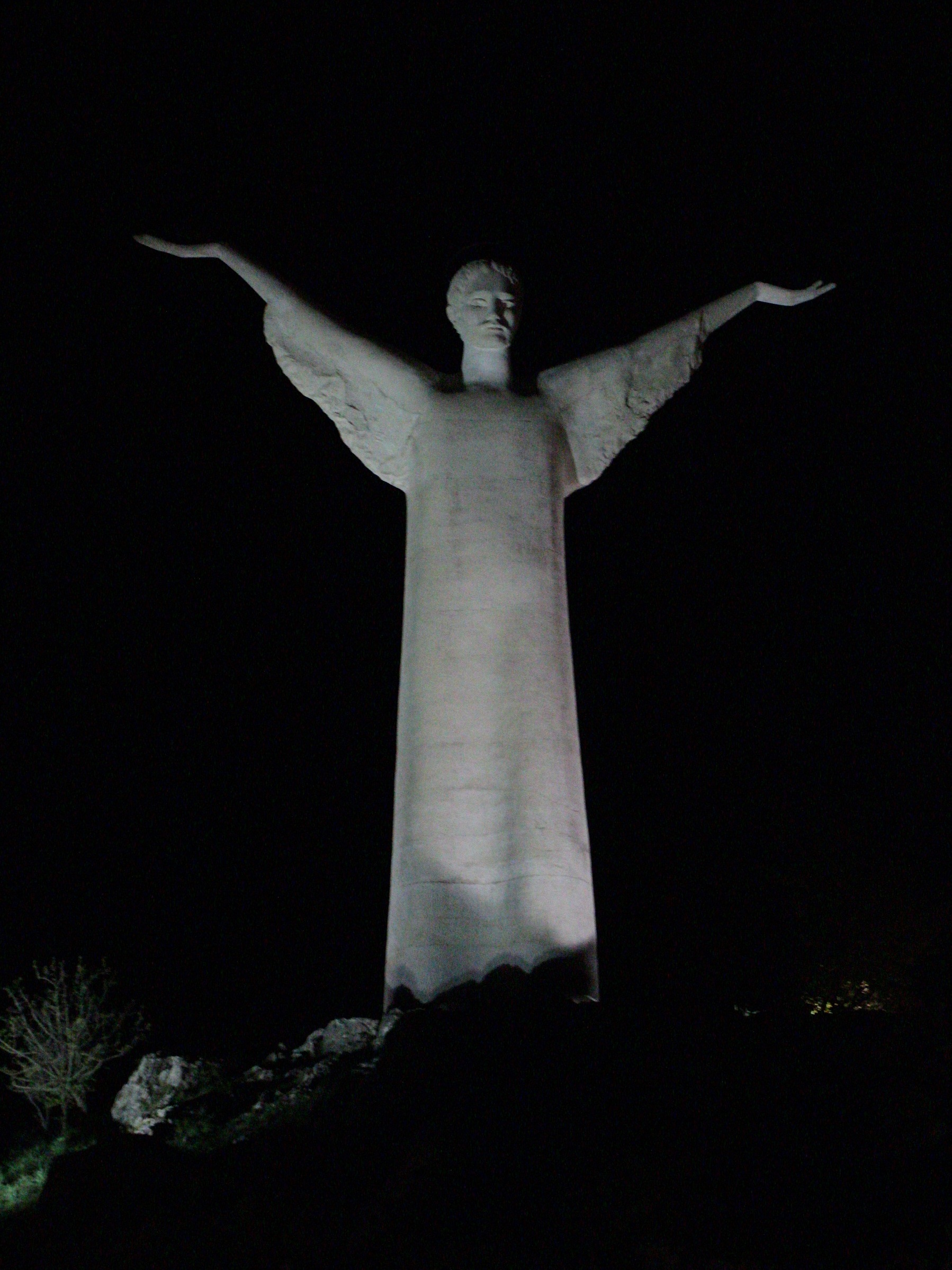
La statua di notte.

Arrivato a Maratea nel 1953 per avviare attività industriali con l’aiuto della Cassa del Mezzogiorno, il biellese conte Stefano Rivetti di Val Cervo concepì l’idea di sostituire la croce commemorativa con un grande monumento al Cristo Redentore, e palesò le sue intenzioni con una lettera indirizzata all’amministrazione comunale il 5 settembre 1961. Il consiglio comunale di Maratea ne approvò la costruzione, previo smantellamento e conservazione della Croce (avviato nel settembre 1963), che fu ricostruita in un altro sito.
Già dal 1957 Rivetti aveva affidato il progetto all'artista Bruno Innocenti, docente presso l'Istituto statale d'arte di Firenze. I primi bozzetti della statua risalgono al 1960. Nel 1964 fu affidato all'ing. Luigi Musumeci lo studio e il progetto strutturale e portante della struttura, il quale iniziò la costruzione dell'armatura in calcestruzzo e ferro, fissata alle fondamenta scavate nella roccia della montagna con l’utilizzo di oltre 14 tonnellate di ferro che divennero lo scheletro portante dell’opera. Nel settembre dello stesso anno iniziò la gettata del conglomerato di marmo e cemento che avrebbe composto il corpo della statua.
Tra fine del 1964 e i primi mesi del 1965, infine, avvenne la scalpellatura di tutta la superficie della scultura realizzata personalmente da Bruno Innocenti. La costruzione fu eseguita da una ditta friulana che si avvalse di manodopera locale proveniente dalla stessa Maratea e da Lauria.

### La statua oggi
Una volta completata, non vi fu alcuna cerimonia per inaugurare la grande statua. Dopo le elezioni comunali del 1964, che videro contrapposte due liste, una molto vicina agli interessi di Rivetti e un’altra di stampo popolare di segno opposto, e la vittoria di quest’ultima, tra la comunità e la classe dirigente di Maratea e l'imprenditore piemontese si instaurò un clima di freddezza e ostilità, che comportarono tra l’altro la mancata cerimonia di inaugurazione del monumento. In ogni caso, il grande Cristo Redentore entrò, seppure in sordina, nel panorama artistico marateota acquistando velocemente un ruolo da protagonista.

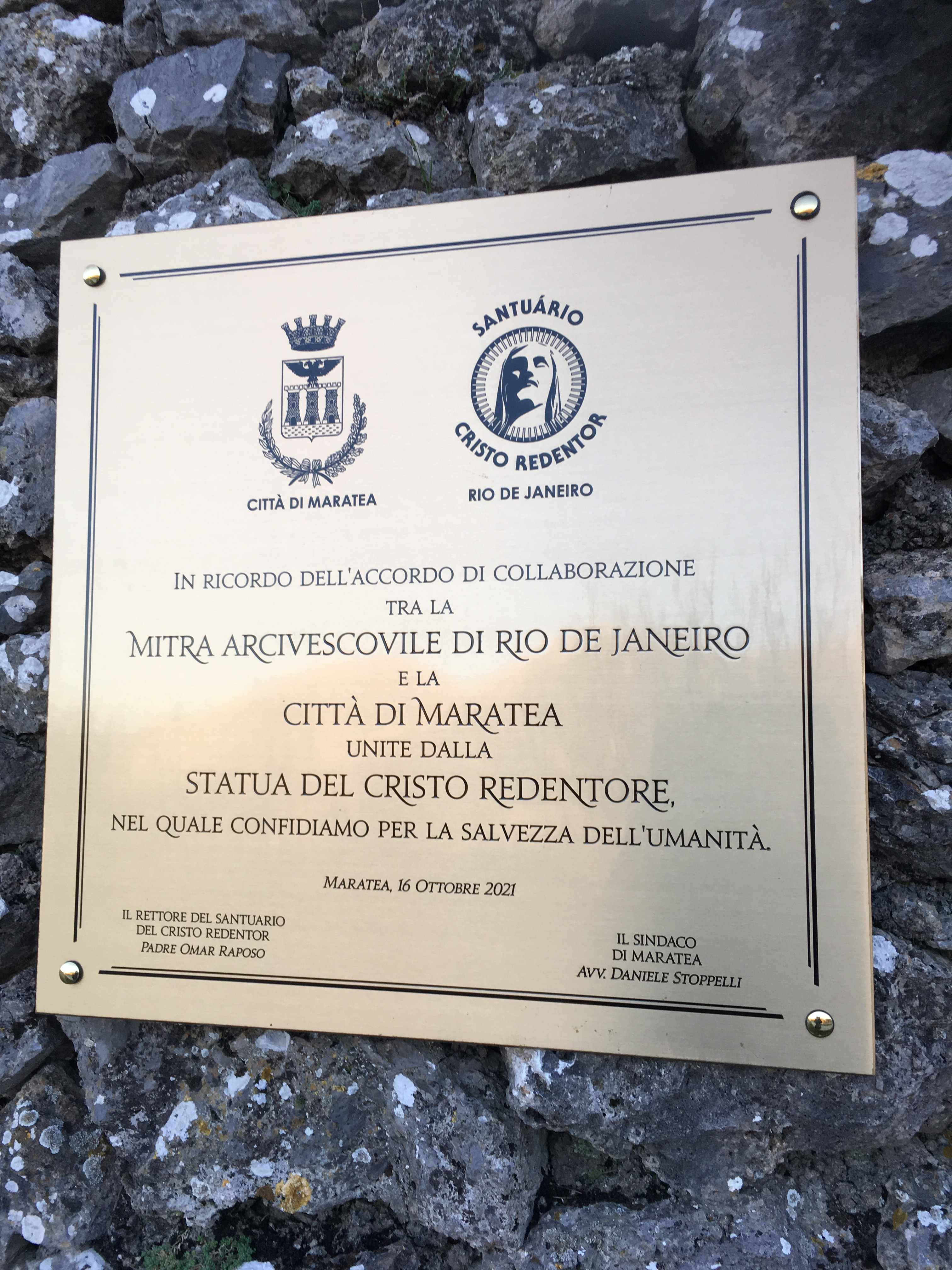
Targa del gemellaggio a Maratea.

Dal 23 al 28 luglio 2013 l'area della statua è stata al centro del raduno interdiocesano per la giornata mondiale della gioventù di quell'anno, destinato a raccogliere i fedeli che non potevano recarsi a Rio de Janeiro.
In questa occasione fu lanciata per la prima volta l'idea di un gemellaggio tra la città di Maratea e quella di Rio, dove si trova il più famoso Cristo Redentore al mondo. Il consiglio comunale di Maratea deliberò in tal senso il 23 luglio 2013.
La sigla di questo gemellaggio si è avuta però solo il 16 ottobre 2021. In occasione del festa nazionale brasiliana nota come Dia da Italia, l'Arcidiocesi di Rio de Janeiro ha firmato un gemellaggio con la città di Maratea allo scopo di condividere esperienze e spiritualità tre i due monumenti, incoraggiando il turismo e i pellegrinaggi. A ricordo di questo evento sono state apposte due targhe sotto i monumenti.
Nel 2014 si è costituita la Fondazione Cristo di Maratea Onlus per iniziativa di Chiara Rivetti di Val Cervo, figlia di Stefano. La Fondazione Cristo di Maratea, senza scopo di lucro, ha l’obiettivo di cooperare alla manutenzione, alla tutela e alla valorizzazione della Statua del Cristo, elemento di forte attrazione del turismo culturale e religioso.

## Lapide commemorativa
Alle spalle del Cristo si snoda un belvedere da cui si ammira gran parte della costiera di Maratea. Proprio sotto le spalle della statua è posta una piccola lapide, con caratteri a rilievo, che recita l’epigrafe in latino:
Secondo una testimonianza lasciata scritta da Bruno Innocenti la statua «vuole significare la rinascita, la speranza nuova indicataci dal Cristo Risorto. Il punto d'incontro delle nostre aspirazioni migliori e lui, divinamente ritornante, spaziante nei cieli e in cammino, sempre, verso di noi. Il Redentore, con il largo gesto al cielo e con lo sguardo fisso ai fedeli, presenti nell'ignoto momento della loro esistenza, è legato al Padre Celeste nella benedizione che sta per essere impartita, mentre ancora una volta poggia il piede su questa terra che fu spettatrice della sua crocifissione. Ma in virtù della sua infinita capacità di perdono, niente traspare della tragedia vissuta. Ora è serenità, speranza, perdono luminoso e confortante a venirci incontro: un Gesù giovane, senza tempo, mondo da ogni effimera apparenza terrena. Divinamente nuovo come il simbolo incarnato della seconda parte della Santissima Trinità, l'Umano e il Divino non più contaminati dall'uomo.» Fermo su questo concetto, lo scultore sentì il bisogno «che l'opera nascente in un clima di sintesi, semplice ed espressiva, e che non vi fossero compiacenze a dettagli formali intesi a richiamare alla mente immagini di culto convenzionali.» Innocenti scrisse di volere che il simbolismo dell’opera fosse «il più possibile contenuto ed essenziale, perché, nelle dimensioni della statua, ritengo sarebbero stati controproducenti atteggiamenti e dettagli che avessero richiamato una realtà spicciola, contingente, minutamente reale. La statua sorgerà candida sulla cima del Monte S. Biagio, imponente, ma discreta; non un urlo dal mare verso le valli, ma un pacato richiamo ad accogliere e a raccogliere, a rinfrancare la speranza».

## Struttura

### Dimensioni
Il monumento si trova edificato sulla punta più alta del monte S. Biagio, la cui cima si allunga verso il mare sporgendo a strapiombo per diverse centinaia di metri sovrastando il porto di Maratea.
La statua è alta, dai piedi alla cima della testa, 21,13 metri. L’apertura delle braccia arriva a 19 metri circa, la testa misura 3 metri di altezza. Il peso del complesso è stato calcolato aggirarsi intorno alle 400 tonnellate.
La struttura appoggia su uno scheletro di acciaio, che affonda le fondamenta a diverse decine di metri di profondità. Su di esso si poggia il manto esterno, spesso circa 20 centimetri, fatto di cemento armato misto a scaglie di marmo di Seravezza. La statua si alza direttamente dalla nuda terra, senza alcun piedistallo, lasciando visibile dalla tunica il piede sinistro.

### Aspetto
Il volto del Cristo Redentore è vistosamente differente dalla classica iconografia di Gesù. La testa della statua ha i capelli corti, e la barba è appena accennata. Le braccia sono spalancate in un gesto che richiama la preghiera del Padre nostro, con il braccio destro leggermente più in alto di quello sinistro. La tunica e il movimento del piede sinistro – lasciato visibile - posto in avanti, dona slancio e dolcezza alla statua rispetto alle prospettive dell’osservatore. Le braccia in alto e leggermente piegate, con un accenno di manto sulle spalle, fanno sì che in lontananza nulla venga lasciato trasparire circa la direzione del volto.
Il corpo della statua è curvato verso la basilica di S. Biagio e dell'entroterra.
Innocenti fu attento a far sì che la figura della statua non costituisse un corpo estraneo nell’ambiente circostante, ma che anzi si amalgamasse il più possibile con il panorama. Anche il colore e le linee architettoniche non furono create in modo arbitrario, ma anzi richiamano elementi della natura marateota.
(Bruno Innocenti, a proposito dello stile della statua.)
Secondo Marco Fagioli, biografo e critico dell’artista fiorentino, l’aspetto del Cristo di Maratea assomiglia a quello che Innocenti, nella sua produzione, riservò alla rappresentazione degli angeli.

## Il Cristo nella letteratura e nei media
Il poeta marateota Pasquale Epifanio Iannini dedicò al monumento una breve poesia in occasione del completamento dei lavori di costruzione.
(fonte)
Un’altra poesia è stata, più recentemente, scritta dal poeta Salvatore Cirigliano. In questa poesia, in rima baciata, vengono esaltate le figure di Innocenti e di Rivetti, ed il Redentore è descritto «con le braccia aperte al cielo, verso il Creatore / coi piedi sulla terra, accogliendo il peccatore».
La statua del Redentore è uno dei simboli più conosciuti di Maratea.
Appare mediaticamente nei loghi e simboli di molte associazioni marateote, prima tra tutte la locale Pro Loco. Essa è anche spesso ritratta nelle opere letterarie e cinematografiche ambientate nella cittadina lucana.

### Letteratura e poesia
Nel racconto Simultaneo di Ingeborg Bachmann, la protagonista si trova al cospetto del Redentore dopo essere stata accompagnata in cima al monte dal suo compagno. Nel racconto, il Cristo di Maratea diventa l’immagine di un giudice, che schiaccia la protagonista, fiera femminista, in una “realtà patriarcale”.
(Bachmann, pagg. 38-40.)
Il Cristo di Maratea appare anche ne Il testimone di pietra, racconto giallo firmato da Raffaele Ruggiero nel 2008.

### Cinema
Il Cristo Redentore è apparso in due film di produzione italiana, Ogni lasciato è perso di Piero Chiambretti e Basilicata Coast to Coast di Rocco Papaleo.
Nel primo film, il protagonista sale in cima al monte per chiedere una grazia alla gigantesca statua. Nel film di Papaleo invece la statua apre la prima scena del film, e la sua immagine è stata utilizzata anche nella locandina del lungometraggio.